# Estrandia
Estrandia is een geslacht van spinnen uit de familie hangmatspinnen (Linyphiidae).

## Soort
De volgende soort is bij het geslacht ingedeeld:
- Estrandia grandaeva (Keyserling, 1886)